# 比亚韦斯托克隔都
比亚韦斯托克隔都（波蘭語：getto w Białymstoku）是纳粹德国在波兰占领区新成立的比亚韦斯托克区建立的犹太人隔都。隔都于1941年7月26日至8月初建立于区域首府比亚韦斯托克。该城及周边地区的大约50,000名犹太人被限制在城内的一个小区域；比亚瓦河从中穿过，将隔都分成两部分。大多数囚犯都被迫在强迫劳动企业中为德国的战争事业劳动，工作范围主要是在隔都内外运营的大型纺织、制鞋和化工企业。隔都于1943年11月遭到清场，居民被大屠杀列车运往马伊达内克集中营和特雷布林卡灭绝营。只有几百人在战争中幸存下来，他们有的在城市的波兰人区躲过一劫，有的在比亚韦斯托克隔都起义后逃跑，也有的在集中营中幸存下来。 

## 德苏入侵波兰
根据1931年的人口普查，比亚韦斯托克有超过91,000名居民，其中43％是犹太人。这座城市有两家犹太电影院，几家犹太人日报、犹太人体育俱乐部、著名的犹太人政党、以及一座拥有超过10,000本书籍的犹太图书馆，文化生活欣欣向荣。1939年德国入侵波兰后，比亚韦斯托克于9月15日被国防军占领，一周后根据纳粹与苏联的协议移交给从东方入侵的红军。1939年11月1日至2日间，战前的比亚韦斯托克省和波兰第二共和国的一半以上领土被苏联吞并。根据先前在莫斯科签署的德苏条约的条款，比亚韦斯托克市被并入苏联的白俄罗斯苏维埃社会主义共和国，直到1941年6月德国入侵苏联为止。成千上万的犹太难民从德占波兰地区涌入该城。
在苏联占领期间，犹太公司和商店被关闭；犹太社会、教育和政治机构被认定为非法。此外，许多犹太人和波兰人“资本家”被苏联当局流放到西伯利亚。

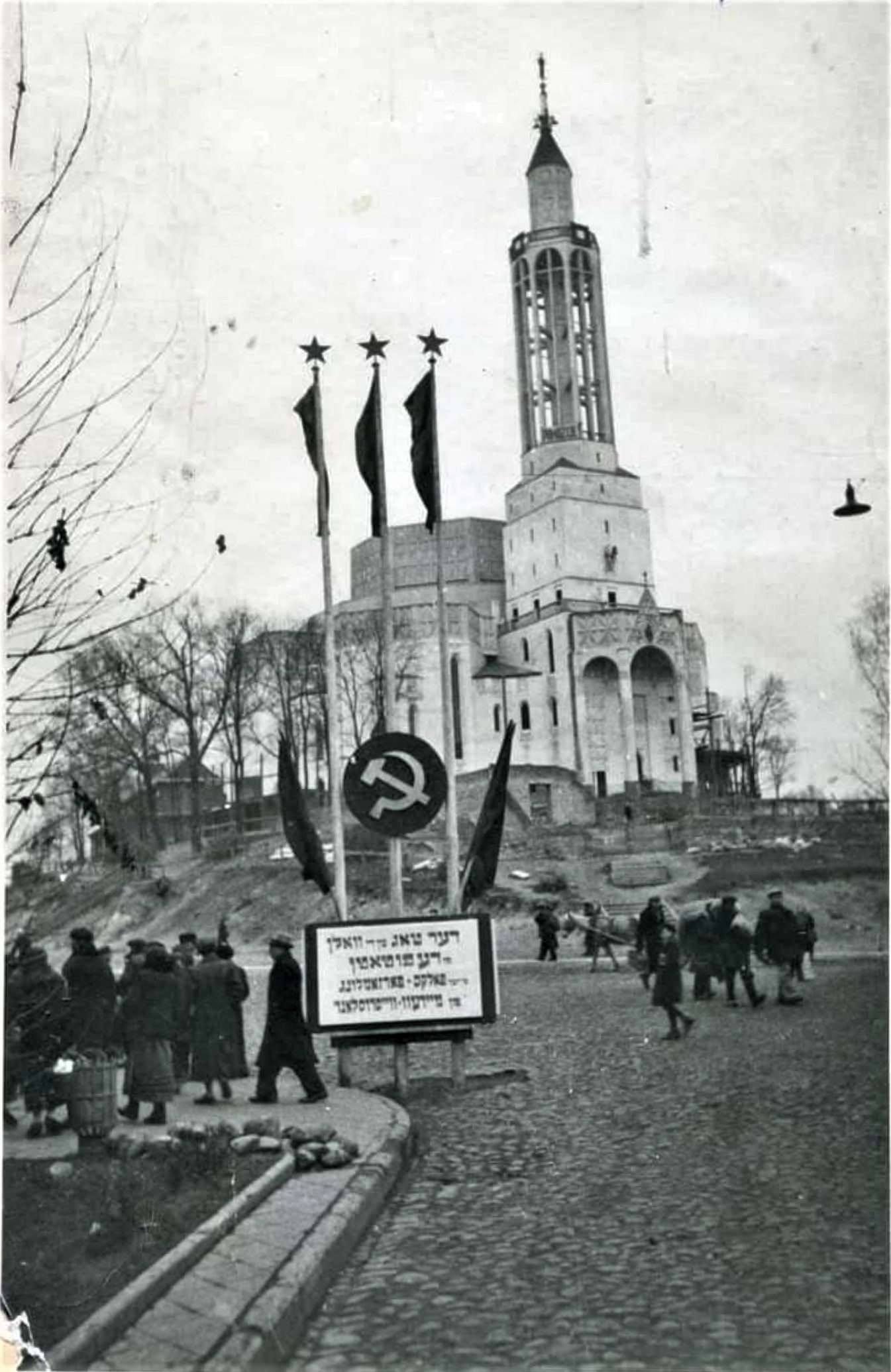
比亚韦斯托克的西白俄罗斯人民委员会选举通知。

## 德国入侵苏联
1941年6月22日，国防军袭击了苏联，并于1941年6月26日至27日在巴巴罗萨行动中接管了比亚韦斯托克。309警察营随即抵达，其任务是对犹太人社区施加恐怖。第一次针对比亚韦斯托克波兰犹太人的大屠杀发生于1941年6月27日，被称作“红色星期五”，多达2,200名受害者身亡。大犹太会堂被泼洒汽油后烧毁，纳粹还向会堂内投掷手榴弹；约有700名-1000名犹太人被锁在其中一并烧死。发生在察那伊基犹太人社区和公园内的屠杀一直持续到晚上。第二天，大约20-30辆货车的尸体被运到在市中心外的索斯诺瓦街（Sosnowa）旁依据德国命令挖出的乱葬坑。309营的恩斯特·维斯（Ernst Weis）少校喝醉了，后来声称对所发生的事情一无所知。他的军官向国防军第221安全师（309营的上级单位）的约翰·弗鲁格贝尔将军提交的官方报告被迅速篡改。在行动之后，大约300名犹太知识分子遇害，他们于7月3日被卡车运到Pietrasze的田地里。309营随后被调往比亞沃維耶扎，其位置由警察军团中心的秩序警察第316和第322警察营取代。两支部队被要求围捕更多的犹太人。1941年7月12日至13日，两个警察营在比亚韦斯托克郊区实施被称为“黑色星期六”的大规模枪决事件。据估计，超过3,000名犹太人赶到市政体育场，随后被带走并在反坦克战壕中被杀害。在1941年德国占领的头几周，共有超过5,500名比亚韦斯托克犹太人被枪杀。

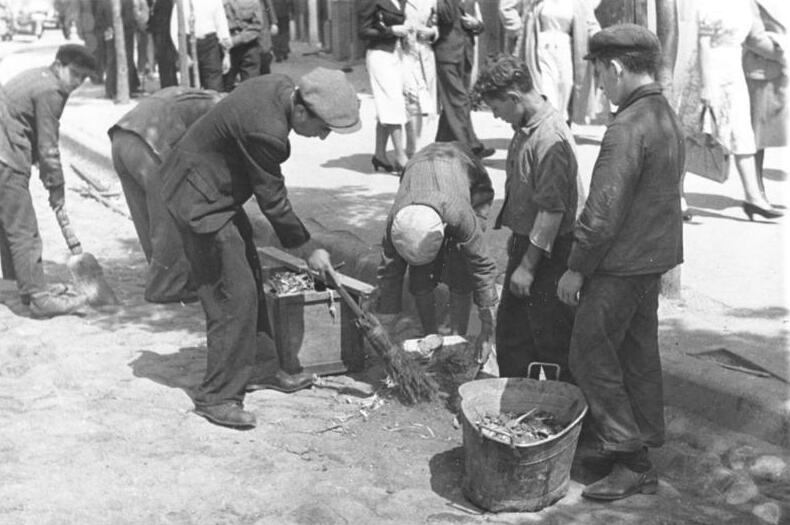
1941年6月，当地犹太人被德国人逼迫扫街

无论城市中直接进行的屠杀行动状况如何，新区都成为了別動隊的早期行动地。当德军向东推进时，每个集团军群都伴有一支别动队突击队。希姆莱于1941年6月30日在比亚韦斯托克区成立期间访问了该市，并宣称该地区存在很高的苏联游击活动风险；犹太人立即被怀疑涉嫌帮助苏联游击队。党卫队地区总队长阿图尔·内贝的B别动队被要求摧毁所谓的内务人民委员部勾结者。帝国安全总办下令自波兰总督府召唤了两支部队：赫尔曼·沙佩尔的党卫队齐辛瑙-施罗特斯堡突击队（Kommando SS Zichenau-Schroettersburg）和沃尔夫冈·比尔克内尔的比亚里斯托克突击队（Kommando Bialystok），以协助别动队的行动。在德国占领的早期，这些流动行刑队围捕并杀死了该地区数千名犹太人。

## 隔都
根据德国军事当局的命令，比亚韦斯托克隔都于1941年7月26日正式成立。6月30日成立的当地犹太人委员会负责犹太人到指定地区的转移。住在隔都地区的所有波兰人都被勒令搬出。隔都的单人间内安置了多达三个犹太家庭，彼此用帘子隔开。隔都最初有两个大门通往外界，一个在Jurowiecka街，另一个在Kupiecka街。隔都范围包括Lipowa，Przejazd，Poleska和Sienkiewicza等街道。1941年8月1日，隔都对外关闭，有43,000人被困在里面。由24名犹太人组成的犹太人委员会于8月2日召开了第一次会议，并成立了13个部门。Ephraim Barash是一位49岁的机械工程师，当选为代理委员长。委员会由Gedalyah（Gedalia）Rosenman 拉比担任主席。隔都设有汤厨房、医务室、学校、隔都警察局、浴室和其他设施。犹太人委员会将努力工作作为生存的关键，其主要职责是为德国人提供劳力配额。隔都的人口在很短的时间内成长到超过50,000人。隔都周围被一座顶上有铁丝网的木墙包围，三个入口由德国人监督的犹太警察把守。在犹太人委员会的帮助下，隔都内建立了纺织厂和军工厂。隔都口粮严格执行配给制。

### 第一次驱逐
1941年9月，纳粹当局宣称，比亚韦斯托克隔都的犹太人口太多，并责令将部分人口驱逐到附近的普鲁扎内。犹太人准备了目标清单。驱逐行动于9月18日开始，持续了一个月。4,500名最虚弱和最贫穷的犹太人被送走，其他人则通过大肆贿赂犹太人委员会躲过了驱逐。截至1942年1月18日，委员会的各级官员人数已达1,600人，这一数字到了6月达到了4,000人。委员会成员增长的主要原因是能够收到特别津贴，以及肉类、豆类、果酱、肥皂、面粉、以及过冬用的大量煤炭的优惠券。与此同时，隔都人口的口粮配给总体严重减少，一开始是每天500克面包，然后减少至每天300克，导致饥饿猖獗。用幸存者Riva Shinder的话来说，隔都成了“羞辱性的压迫，枪击[和]绞刑”的代名词。从外面偷运食物会被处以死刑。1941年12月，一个犹太人抵抗组织成立，由Tadeusz Jakubowski和Niura Czerniakowska领导，Riva Shinder担任其秘书。他们听取无线电广播，书写公报，并有一台复制机。他们还在工厂中进行破坏活动。

### 进一步的驱逐和起义

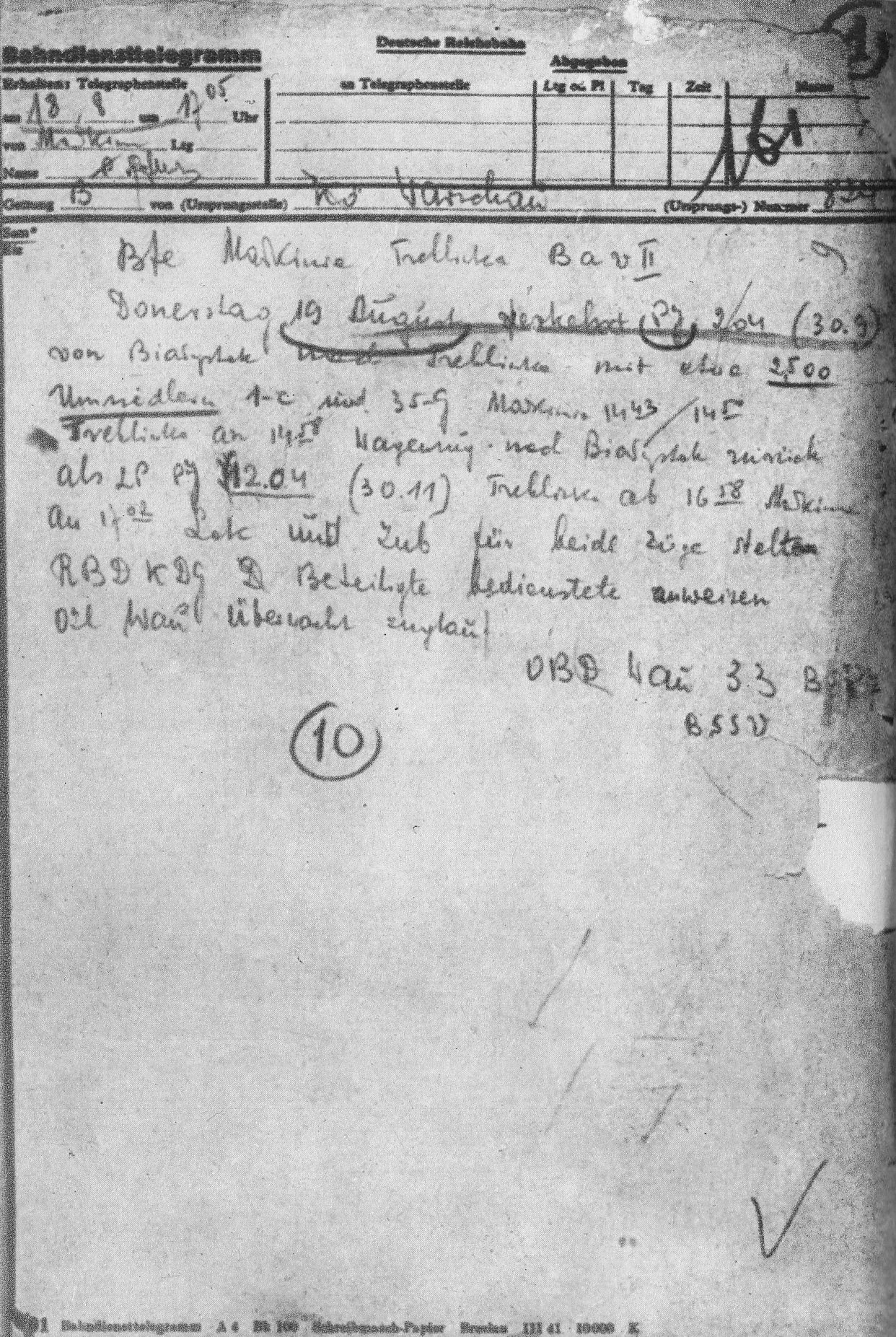
一封德意志国铁路电报，内容是1943年8月18日从比亚韦斯托克运送到特雷布林卡灭绝营的最后一列共35节货车。 这是灭绝营关闭前的最后一次驱逐。

1943年2月5日至12日，第一批约10,000名比亚韦斯托克犹太人被移动营围捕，以便大规模“疏散”隔都。他们被送上大屠杀列车，在特雷布林卡灭绝营遇害。有2,000名受害者因为生病或太虚弱无法搭乘货车，被当场击毙。与此同时，大约7,600名囚犯被重新安置到城内新的中央中转营，等待进一步筛选。其中可以工作的人被送到马伊达内克集中营。经过马伊达内克的另一次工作能力筛选后，他们被送往波尼亚托瓦集中营、布里津集中营（Blizyn）、以及奥斯威辛的劳动和灭绝营。被认定为过于虚弱无法工作的人在马伊达内克的毒气室全数杀害。超过1,000名犹太儿童被派往波希米亚的特雷西恩施塔特隔都，随即被送往奥斯威辛-比克瑙集中营杀害。1943年8月16日，作为莱茵哈德行动的一部分，德国党卫队与乌克兰、爱沙尼亚、拉脱维亚和白俄罗斯的志愿帮手（即所谓的特拉夫尼基人）一同袭击了隔都，旨在将其最终毁灭。面对最后的驱逐，犹太人地下组织发动了隔都起义。1943年8月16日晚，数百名波兰犹太人开始武装起义，对抗执行清场的部队。 
大屠杀幸存者、历史学家西蒙·达特纳写道：“对隔都的封锁持续了整整一个月。1943年9月15日，在最后一次抵抗的火焰被扑灭之后，党卫队部队撤退了。”大规模驱逐的最后阶段随即开始。在比亚韦斯托克地区，只有几十个犹太人设法逃脱，并加入了包括苏联政党在内的各种党派团体。1944年8月，红军再度占领比亚韦斯托克。 
波兰救国军成员Marcin Czyżykowski将食物和药品带入隔都，在回来的路上将犹太儿童带到他和他的妻子Maria的家中。他们的家中最多同时滞留有12人，随后会安置到波兰家庭中。